# Dekanat Rzeszów Zachód
Dekanat Rzeszów Zachód – dekanat diecezji rzeszowskiej składający się z 11 parafii:
- Będziemyśl, pw. św. Jacka,
- Bratkowice, pw. św. Jana Chrzciciela,
- Błędowa Zgłobieńska, pw. św. Wojciecha,
- Dąbrowa, pw. Matki Bożej Królowej Polski,
- Klęczany, pw. św. Maksymiliana Kolbe,
- Mrowla, pw. Łukasza Ewangelisty,
- Rzeszów, pw. św. Maksymiliana Kolbe,
- Rzeszów, pw. św. Mikołaja
- Rzeszów, pw. św. Stanisława Biskupa i Męczennika
- Świlcza, pw. Wniebowzięcia NMP,
- Trzciana, pw. św. Wawrzyńca i Matki Bożej Niepokalanie Poczętej.